# Cyclocodon parviflorus
Cyclocodon parviflorus är en klockväxtart som först beskrevs av Nathaniel Wallich och A.Dc., och fick sitt nu gällande namn av Joseph Dalton Hooker och Thomas Thomson. Cyclocodon parviflorus ingår i släktet Cyclocodon, och familjen klockväxter. Inga underarter finns listade i Catalogue of Life.